# Astrophytum myriostigma
Astrophytum myriostigma – gatunek z rodziny kaktusowatych. Występuje na wyżynach środkowego i północnego Meksyku (stany Nuevo León, San Luis Potosí i Tamaulipas), gdzie rośnie na wysokości od 750 do 1500 m n.p.m. Preferuje kamieniste, wapienne gleby na wschodnich i zachodnich stokach wzniesień.

## Morfologia
PokrójPęd kulisty do cylindrycznego do 60 (–100) cm wysoki i 10–20 cm średnicy, jasnozielony, pokryty wieloma białymi owłosionymi kłaczkami, które nadają mu charakterystyczny białawy lub srebrno-szary wygląd, ale czasami nagi. Kłaczki składają się z bardzo drobnych splecionych włosów. Żebra zazwyczaj 5, czasem 4 (lub 3). Ich liczba rośnie do ośmiu (rzadko nawet 10) z wiekiem, pionowe, regularne, głębokie, wyraźne, bardzo szerokie i ostre.
KwiatyLejkowate, 4–7 cm średnicy, o słodkim zapachu. Wyrastają z areoli na szczycie pędu na dojrzałych roślinach. Zewnętrzne segmenty okwiatu są wąskie, z brązowymi, wydłużonymi końcami. Wewnętrzne segmenty okwiatu liczne, podłużne żółte o jedwabistym połysku.
OwoceKuliste, o średnicy 2–2,5 cm, w kolorze zielonkawym do czerwonawego. Pokryte są drobnymi, zachodzącymi na siebie łuskami. Nasiona ciemnobrązowe do czarnych, połyskujące.